# Борислав (станція)
Борисла́в — тупикова залізнична станція Львівської дирекції Львівської залізниці на лінії Дрогобич — Борислав. Розташована у місті Борислав. Найближча станція, де здійснюється пасажирське сполучення — Дрогобич (за 11 км)

## Історія
Після старту нафтовидобування у Борислав та відкриття у Дрогобичі кількох великих нафтопереробних підприємств, появилася серйозна потреба у швидкій доставка нафти до цих підприємств, що спонукало австрійську владу до побудови залізничної гілки від Дрогобича до Борислава у межах залізничної лінії Стрий — Самбір — Хирів, яка відкрилася 31 грудня 1872 року.
У часи польського панування станція та гілка активно функціонували, адже у Дрогобичі набирав розмахів один з найбільших нафтопереробних заводів Європи — ДЗММ «Полмін», що потребував швидкої доставки великої кількості нафтопродуктів до Дрогобича, що найлегше можна було реалізувати залізницею. Але у радянські часи, коли у 1950-х роках було знайдено великі родовища нафти поблизу Долини, центр нафтовидобування Галичини змістився з Борислава у Долину, що ослабило транспортний потік до та із Борислава, що призвело до поступового занепаду станції та гілки. У тих роках гілка припинила своє функціонування, а весь вантаж пересів на колеса.
Новий шанс станція та гілка отримали у 1994 році, коли Укрзалізниця відновила рух приміських потягів (не електричок, адже лінія не була електрифікована) з Борислава. Два рази за добу приміський поїзд з двох вагонів возив людей з Борислава до Дрогобича. Вже 9 грудня 2003 року рух пасажирських поїздів між Дрогобичом та Бориславом був скасований Укрзалізницею з економічних причин.
У 2024 році станція закрита.